# Microscopio de iones en campo

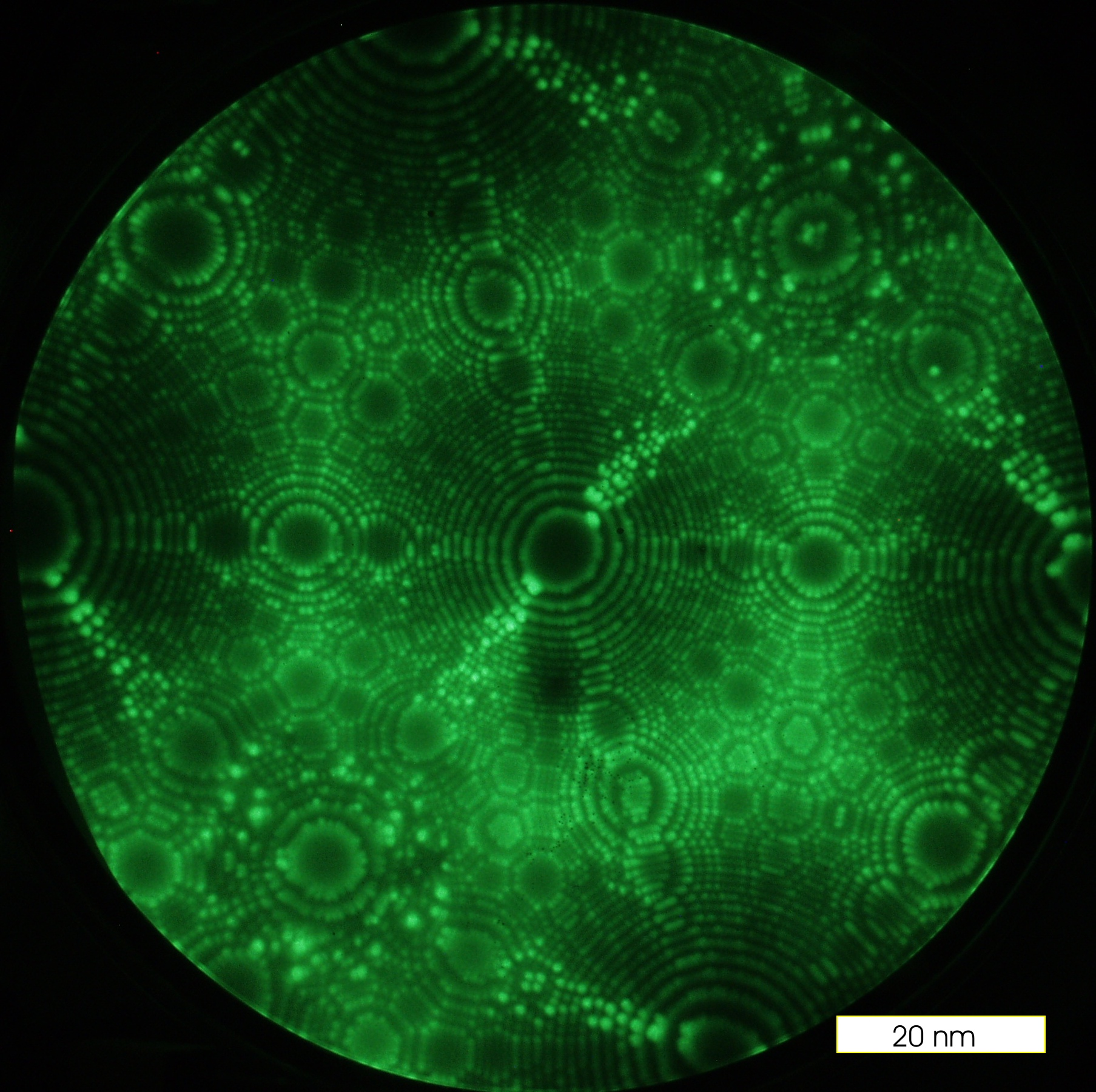
Imágenes obtenidas al microscopio de iones con un cátodo de tungsteno. El sistema muestra la localización de manchasen el borde de átomos individuales. La disposición anular los puntos es una foto de una red cúbica en una superficie esférica

Diagrama de microscopía de iones

La microscopía de iones en campo (FIM) es una técnica analítica empleada en ciencia de materiales. El microscopio de iones en campo es una variedad de microscopio que puede ser usado para visualizar la ordenación de los átomos que forman la superficie de la punta afilada de una aguja de metal. Fue la primera técnica con la que se consiguió resolver espacialmente átomos individuales. La técnica fue desarrollada por Erwin Müller. En 1951 se publicaron por primera vez imágenes de estructuras atómicas de tungsteno en la revista Zeitschrift für Physik.
En la FIM, se produce una aguja de metal afilada y se coloca en una cámara de ultra alto vacío, que después se llena con un gas visualizador tal como el helio o el neón. La aguja se enfría hasta alcanzar temperaturas criogénicas (20-100 K). Luego se aplica un voltaje positivo que va de 5.000 a 10 000 voltios sobre la punta. Los átomos de gas absorbidos por la punta se ven ionizados por el fuerte campo eléctrico que existe en las proximidades de ella. La curvatura de la superficie cercana a la punta provoca una imanación natural; los iones son repelidos bruscamente en dirección perpendicular a la superficie (un efecto de "proyección de punto"). Se coloca un detector de modo que pueda recoger esos iones repelidos; y la imagen formada por todos los iones repelidos puede tener la resolución suficiente como para mostrar átomos individuales en la superficie de la punta.
Al contrario que los microscopios convencionales, donde la resolución espacial se ve limitada por la longitud de onda de las partículas empleadas en la visualización, el microscopio basado en FIM funciona por proyección y alcanza resoluciones atómicas, con un aumento aproximado de unos pocos millones.